# Undulotheca
Undulotheca is een geslacht van uitgestorven weekdieren uit de klasse van de Gastropoda (slakken).

## Soorten
- Undulotheca gojlo Moos, 1944 †
- Undulotheca halavatsi (Gorjanović-Kramberger, 1901) †
- Undulotheca kochi Gorjanović-Kramberger, 1923 †
- Undulotheca pancici (Brusina, 1893) †
- Undulotheca rotundata Gorjanović-Kramberger, 1923 †